# Chao fan
Il chao fan (炒饭S, chǎo fànP), o riso fritto cinese, è un piatto della cucina cinese a base di riso fritto al salto. Vi sono molte varianti per la sua preparazione nelle cucine delle province cinesi e nei ristoranti cinesi all'estero.

## Storia
Già noto ai tempi della dinastia Sui, che governò in Cina tra il 581 e il 618, si è ipotizzato che il chao fan sia il primo riso fritto mai cucinato.

## Preparazione

### Cottura
Il riso viene prima risciacquato diverse volte per rimuovere l'eccesso di amido che renderebbe il piatto troppo pastoso. Va quindi cotto al vapore o bollito e quando è pronto i chicchi vanno separati con una spatola per renderlo vaporoso. Va quindi lasciato raffreddare, messo in un recipiente coperto e lasciato in frigorifero per evitare che si alteri, va quindi cucinato entro tre giorni. Anche friggere il riso dopo la cottura al vapore quando è ancora caldo renderebbe il piatto pastoso. Per la frittura al salto, da fare preferibilmente in una wok, si utilizza olio o in alternativa burro chiarificato o lardo. Per una cottura ideale, il riso va messo nella wok ben calda quando si sente lo sfrigolio dell'olio. È importante separare dall'inizio i chicchi di riso con una spatola per rimuovere eventuali grumi.

### Ingredienti
A seconda delle ricette si sceglie quale altro ingrediente principale aggiungere, tra i più popolari vi sono verdure, uova, carne, pollo, maiale, manzo, insaccati, pesce, frutti di mare, tofu ecc. Per insaporire si usano cipolla e/o aglio, scalogno e cipollotto. Oltre al sale, tra i condimenti si possono usare, pepe, salsa di soia, salsa di ostriche, salsa di pesce ecc. Altri ingredienti opzionali di fine cottura sono peperoncino, prezzemolo, coriandolo, semi di sesamo tostato, alghe, cetriolo, pomodoro, limetta o sottaceti.

## Varietà
Di seguito alcune tra le più popolari varietà tipiche delle cucine delle province cinesi, che variano a seconda dei componenti di base e dei condimenti utilizzati.
Wui Fan(燴飯) detto anche riso cantonese, tipico della città di Canton, viene servito con una densa salsa gravy aggiunta sul riso a fine cottura.
Yáng Zhōu Chǎo Fànpiatto della cucina di Yangzhou, città nella provincia del Jiangsu, popolarissimo nei ristoranti cantonesi di tutto il mondo, tanto da essere chiamato anche riso cantonese. Viene cucinato con carne di maiale tagliata molto fine e grigliata, piselli, gamberetti, uova strapazzate, scalogno ecc.
Dàn Chǎo Fànuno dei piatti di riso fritto più semplici da preparare, in cui il componente di base sono le uova strapazzate. Spesso viene servito con peperoncino piccante.
Ji Chǎo Fàncon carne di pollo
Hokkien Chǎo Fànvariante del tradizionale riso fritto cinese tipica della provincia del Fujian, cotto con una salsa densa mischiata al riso e altri ingredienti a piacere tra cui funghi, carne, verdure ecc.
Sìchuān Chǎo Fànriso fritto del Sichuan particolarmente piccante, come da tradizione culinaria di quella provincia, con l’aggiunta di una salsa a base di peperoncino, aglio e cipolle.